# 佐藤朱の月YOH!あかり
『佐藤朱の月YOH!あかり』（さとうあかりのげつヨーあかり）は、2023年4月3日より東北放送（TBCラジオ）で放送されているラジオのバラエティ番組である。

## 番組概要
元AKB48チーム8宮城代表で東北放送アナウンサーの佐藤朱の冠番組。世代・性別に関係なく、リスナーが参加しやすいコーナーをライブ感で届けていく。
公式X（旧Twitter）がない代わりに佐藤のXアカウントに寄せられた投稿やYouTubeのメッセージを紹介している。2023年5月頃より番組のメールアドレスが開設され、そちらからのメッセージも募集している。
Xのハッシュタグはあかりリスナーを略した「#あかリス」。
2023年5月以降からYouTubeでの同時生配信が始まり、番組終了後にはアフタートークも配信している。配信後にはアーカイブも公開している。
2023年10月のナイターオフ編成から放送時間を30分拡大し、19時30分 - 20時30分の1時間番組となっている。ゲストが登場したり、コメントを紹介することもある。
また、2023年の「tbcラジオ 秋冬タイムテーブル」では佐藤が表紙を務めた。

## コーナー

### 現在のコーナー
メッセージテーマ
2023年10月より開始。毎回設けられるテーマにちなんだメッセージを募集している。
リクエスト
2023年10月より開始。リクエスト曲を募集している。
X 2択アンケート
Xに2択の質問を投稿。それに対する意見やアンケート結果を紹介するコーナー。
あなたも今日で宮城推し
2023年10月より開始。宮城県の魅力を発信するコーナー。
もぐもぐタイム
佐藤が気になったお菓子などを紹介するコーナー。
あかリンリン
2023年5月より開始。リスナーの悩みを電話を繋いで解決するコーナー。
このほか、普通のお便りも募集している。

### 過去のコーナー
あーかーりー47
日本各都道府県にある「あかり」とつくものを募集していたコーナー。放送1ヶ月で全国制覇したため終了した。
My帰宅ルーティーン
リスナーの帰宅、帰宅後のルーティーンを募集するコーナー。
あかり的Twitterトレンド
2023年5月より開始。佐藤や番組が気になったツイッターのトレンドを紹介するコーナー。

## 備考
・2023年4月23日に放送のTBSラジオ『爆笑問題の日曜サンデー』の新番組選手権で本番組が紹介された。同番組はTBCラジオでは2015年から2020年にかけてデーゲーム中継時を除きネットしていた。
・『TBCパワフルベースボール』が中継される週は中継が確定した段階で休止となり雨天中止時は事前にストックしていた単発番組で穴埋めを行う。